# Wizytacja
Wizytacja biskupia (kanoniczna, pasterska) – potocznie odwiedziny, w Kościele katolickim przez biskupa głównie pomocniczego, ale też i diecezjalnego, lecz już w mniejszym stopniu – czynność apostolska, swoisty znak łaski oraz działalności Ducha Świętego. Pierwsze wizytacje odbywały się za pośrednictwem Apostołów, którzy odwiedzali gminy chrześcijańskie. Biskup ma obowiązek przynajmniej raz na pięć lat wizytować parafię w swojej diecezji, jeśli zachodzą uzasadnione przeszkody wizytacja może się nie odbyć lub może być odbyta za pośrednictwem wysłannika, specjalnie oddelegowanego przez biskupa. Wysłannikiem takim, może być biskup pomocniczy, biskup koadiutor, wikariusz generalny albo inny prezbiter. Przed każdą wizytacją do parafii muszą przyjechać wizytatorzy, którzy sprawdzają poziom nauczania dzieci i młodzieży. Wizytacji kanonicznej podlegają wszystkie dziedziny życia religijnego, moralnego, apostolskiego i administracyjno-gospodarczego (stan i potrzeby kościoła parafialnego, kaplic, sal katechetycznych, spisy inwentarza kościoła, cmentarza, budynków gospodarczych, kancelarii parafialnej). Biskup diecezjalny jest zobowiązany co pięć lat okazać protokoły wizytacyjne papieżowi.